# 김용호 (1920년)
김용호(金龍鎬, 1920년 12월 6일 ~ 2015년 9월 5일)는 대한민국의 정치인이다. 
공무원으로 활동하면서 내무국장, 산업국장, 공무원교육원장을 지냈으며 이후 제7·8·9·10대 국회의원을 지냈다.

## 역대 선거 결과
|  | 50.6% |

|  | 50.61% |

|  | 30.56% |

|  | 32.65% |